# Louis Paul Baille de Saint-Pol
Pour les articles homonymes, voir Baille (homonymie) et Saint-Pol.
Louis Paul Baille, baron de Saint-Pol et de l'Empire, souvent appelé Baille de Saint-Pol, né le 1er juillet 1768 à Brignoles dans le Var et mort le 2 octobre 1821 à Paris, est un général français de la Révolution et de l'Empire.

## Biographie

### Du chirurgien au colonel d'infanterie
Il étudie d'abord la chirurgie avant d'entrer au service, le 14 septembre 1791, comme lieutenant dans le 3e bataillon de volontaires du Var lors de la formation de ce corps. Il sert dans un premier temps à l'armée des Alpes puis à celle d'Italie de 1791 à 1797. Adjoint aux adjudants-généraux le 21 mars 1795, il est nommé capitaine le 16 octobre suivant. Embarqué avec l'armée d'Orient pour la campagne d'Égypte de 1798 à 1801, il est touché au nez et à la jambe lors du siège de Saint-Jean d'Acre le 15 mars 1799. Il obtient peu après le grade de chef de bataillon sur le champ de bataille d'Aboukir, le 1er août de la même année.
Après son retour en France en 1801, il participe aux campagnes napoléoniennes et obtient les galons de major du 51e de ligne le 22 décembre 1803. Le 27 décembre 1805, après la bataille d'Austerlitz où il s'est distingué, il devient colonel du même régiment. Il se distingue au cours de la bataille d'Auerstaedt, au sein de la brigade Debilly appartenant à la division Morand. Baille prend également part à la campagne en Pologne dans le 3e corps du maréchal Davout. Il est blessé d'un coup de feu à la main gauche pendant la bataille de Golymin le 26 décembre 1806. Rétabli, il combat à Eylau le 7 février 1807, aux côtés de la division Friant. À l'issue de cette journée, le colonel Baille déplore au sein de son régiment 500 hommes tués, blessés ou prisonniers.

### Général de l'Empire
Baron de Saint-Pol et de l'Empire le 7 juin 1808, il sert en Espagne de 1808 à 1813. Dans cet intervalle, il est promu général de brigade le 6 août 1811. Employé à l'état-major de l'armée du Midi, il se distingue encore dans de nombreux engagements : il participe ainsi, avec la 6e division, à la bataille de la Bidassoa le 7 octobre 1813 et est de nouveau blessé lors du combat de Saint-Pierre-d'Irube le 13 décembre. Il s'illustre encore durant la bataille d'Orthez le 27 février 1814 et à Toulouse le 10 avril. À la Première Restauration, le général Baille de Saint-Pol se voit confier un commandement dans la 9e division militaire, département de la Lozère. Louis XVIII le fait en outre chevalier de Saint-Louis le 30 août 1814 puis commandeur de la Légion d'honneur le 17 janvier 1815.
Il est à la disposition du duc d'Angoulême lorsqu'il rallie Napoléon de retour de l'île d'Elbe. L'Empereur l'emploie alors à l'armée du Nord avant de lui confier le commandement de Montmartre le 15 juin 1815. Mis en non-activité le 1er août 1815 par la Seconde Restauration, il est mis en demi-solde de non activité, conformément à l'article 36 de la loi du 25 mars 1817, puis remis en disponibilité de 1819 à 1821. Le général Baille de Saint-Pol meurt à Paris le 2 octobre 1821, à l'âge de 53 ans.

## Décorations
- Légion d'honneur
  - Commandant de la Légion d'honneur le 17 janvier 1815
- Ordre royal et militaire de Saint-Louis
  - Chevalier de Saint-Louis le 30 août 1814

## Titres
- Baron de Saint-Pol et de l'Empire le 7 juin 1808.

## Armoiries
| Figure | Blasonnement |
|        | Armes du baron de Saint-Pol et de l'Empire (décret du 19 mars 1808, lettres patentes du 7 juin 1808 (Bayonne)) De sinople, à la pyramide conique d'argent, bâsée et ajourée de sable, au comble crénélé de même, chargé de trois étoiles d'or, quartier de barons sortis de l'armée brochant sur le tout. Livrées : brun-maron, bleu et jaune. |